# Фенномания

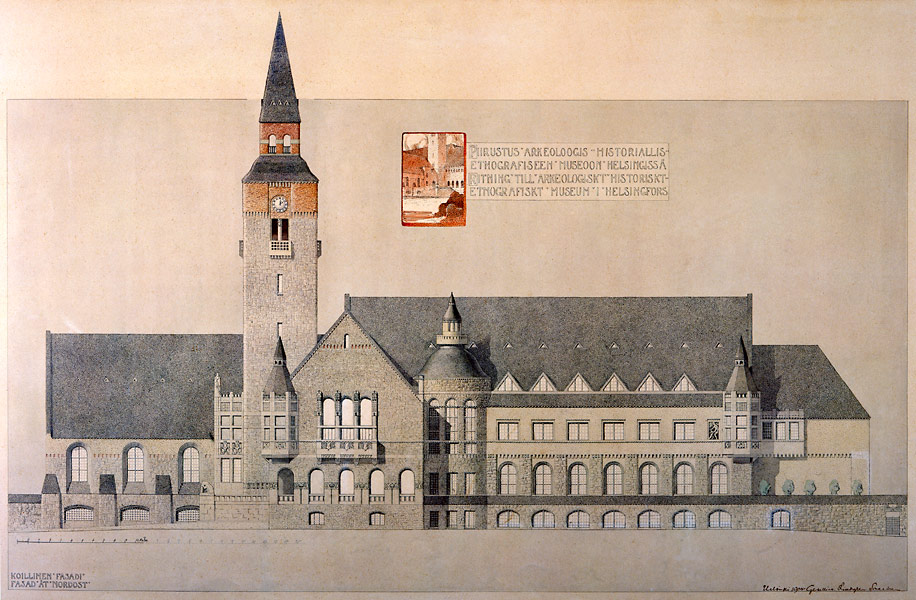
Проект Народного музея в Гельсингфорсе — своеобразная витрина национального стиля финской архитектуры.

Фенномани́я (швед. Fennomani, фин. Fennomania) — финское национально-освободительное движение, направленное на переход образованных (шведских, служилых, помещичьих) слоёв финляндского населения со шведского языка на финский, придание последнему статуса государственного и, в конце концов, на создание мононационального финского государства. Наибольшего подъёма движение достигло в период романтического национализма, во второй половине XIX века.

## История

### Предыстория. XVII—XVIII век
Движение феннофилов, ратующее за укрепление позиций финского языка и народных традиций, начало зарождаться ещё в конце XVII—XVIII веке. Одним из первых его сторонников был Даниэль Юслениус. Во второй половине XVIII столетия подобная система взглядов была широко представлена в кругах Абоской академии; важную роль в её становлении сыграл Генрих Габриель Портан. Он занимался собиранием пословиц, поговорок и других памятников народного творчества. Показав, как богаты поэзией финские песни, он пробудил глубокий интерес к финскому фольклору и народной литературе. В то же время он был предан шведской королевской власти и, по некоторым сведениям, считал, что в культурной сфере финский язык со временем будет вытеснен шведским, поскольку последний в то время преобладал в наиболее развитой юго-западной части страны.

### Зарождение в начале XIX века
В 1809 году Финляндия была присоединена к России и, по выражению Александра I, заняла своё «место среди наций». Вместе с тем, господствующее положение в стране продолжал занимать шведский язык. Он был государственным, на нём велось преподавание в школах и университетах, на нём же публиковалось большинство научных трудов, и он абсолютно преобладал в крупнейших городах Финляндии; финский же оставался языком простого народа, был распространён преимущественно в сельской местности, на нём велись лишь богослужения. Это вызывало недовольство среди широких слоёв финского населения, а также среди части шведоязычной интеллигенции, увлечённой идеями западного романтизма, провозгласившего язык одним из главных признаков нации. В отличие от феннофилов XVIII века, эти люди уже не ограничивались стремлением чаще использовать финский язык в научных исследованиях, а выступали за переход на него во всех сферах общественной, политической и культурной жизни страны. Это движение вскоре получило название «фенномани́я». Этот термин ввёл шведский писатель и историк литературы Лоренцо Хаммаршёльд. По другим данным, слово «фенномания» первым употребил немецкий историк Кристиан Фридрих Рюс в письме к К. Х. Гьёрвеллю.
Первыми фенноманами в академической среде были представители общества «Аура» — Йохан Габриэль Линсен и профессор Фредрик Бергбум, издававшие газету «Мнемозина», а также Адольф Ивар Арвидссон, который выпускал газету «Або Моргонблад» (Абоская утренняя газета), и Эрик Густав Эхрстрём, неоднократно печатавшийся в этой газете. Например, Арвидссон на страницах «Або Моргонблад» писал об опасности, в которой находится финская нация, о необходимости развития финского языка, о становлении национального гражданского сознания и о создании финского государства; в результате этой деятельности он был уволен из Академии в 1822 году и был вынужден эмигрировать в Швецию. Требования Арвидссона и Эхрстрёма тогда не встретили широкой поддержки, и обсуждение поставленной ими проблемы приостановилось примерно на два десятилетия.
Впрочем, старания ранних фенноманов не пропали даром. В 1820 году студенты выдвинули требование учредить должность преподавателя финского языка. В 1826 году в Гельсингфорсском университете была учреждена должность лектора по финскому языку.

### Подъём финской литературы в первой половине XIX века
В это же время стремительно шло развитие финской культуры и, в частности, литературы. Один из первых финноязычных поэтов Яакко Ютейни писал ещё в 1820 году: «Язык — это железный обруч, который сплачивает весь народ». В своих стихах и в пьесе «Семейство» (1817) Ютейни критиковал современное ему финское общество и церковь, выражал сочувствие финским крестьянам, угнетаемым шведским дворянством.
В 1831 году было основано Общество финской литературы. Элиас Лённрот издаёт финский народный эпос — Калевалу (1835); второе издание эпоса вышло в 1849 году. Матиас Кастрен также читал лекции на тему Калевалы и перевёл её на шведский язык. Не менее важную роль сыграл поэт Йохан Рунеберг, воспевший в своих стихах прекрасные финские пейзажи и жизнь простого финского народа. Хотя Рунеберг и писал на шведском, его творчество оказало огромное влияние на становление финского самосознания.
Национальный финский поэт Топелиус, как и Рунеберг, писал на шведском языке, а Лённрот — на финском. Йохан Вильгельм Снелльман также пользовался преимущественно шведским языком, поскольку он был для него родным. В то же время он полагал, что становление самосознания финнов немыслимо без усиления позиций финского языка, и ратовал за то, чтобы следующее поколение финляндской интеллигенции было уже полностью финноязычным. Для этого Снелльман считал необходимым увеличение числа школ с преподаванием на финском. В 1844 году он начал издавать газету «Сайма», в которой публиковал статьи, затрагивающие этот вопрос.

### Борьба с цензурой в середине XIX века
Эпоха реакции, наступившая после революционного взрыва 1848 года и охватившая в том числе и Финляндию, привела к преследованиям финского национального движения со стороны российских властей. Так, в 1850 году было запрещено печатать книги на финском языке, за исключением литературы религиозного и сельскохозяйственного содержания. Тем не менее, в 1851 году в Хельсинкском университете была впервые учреждена кафедра финской филологии, которую возглавил Кастрен. В том же году было принято постановление, согласно которому лица, стремящиеся занять судейские посты в районах с преобладанием финского языка, обязаны были сдавать устный экзамен по языку в университете. В 1860 году, вскоре после Крымской войны, цензурный запрет на финский язык был официально отменён.

### Период правления Александра II

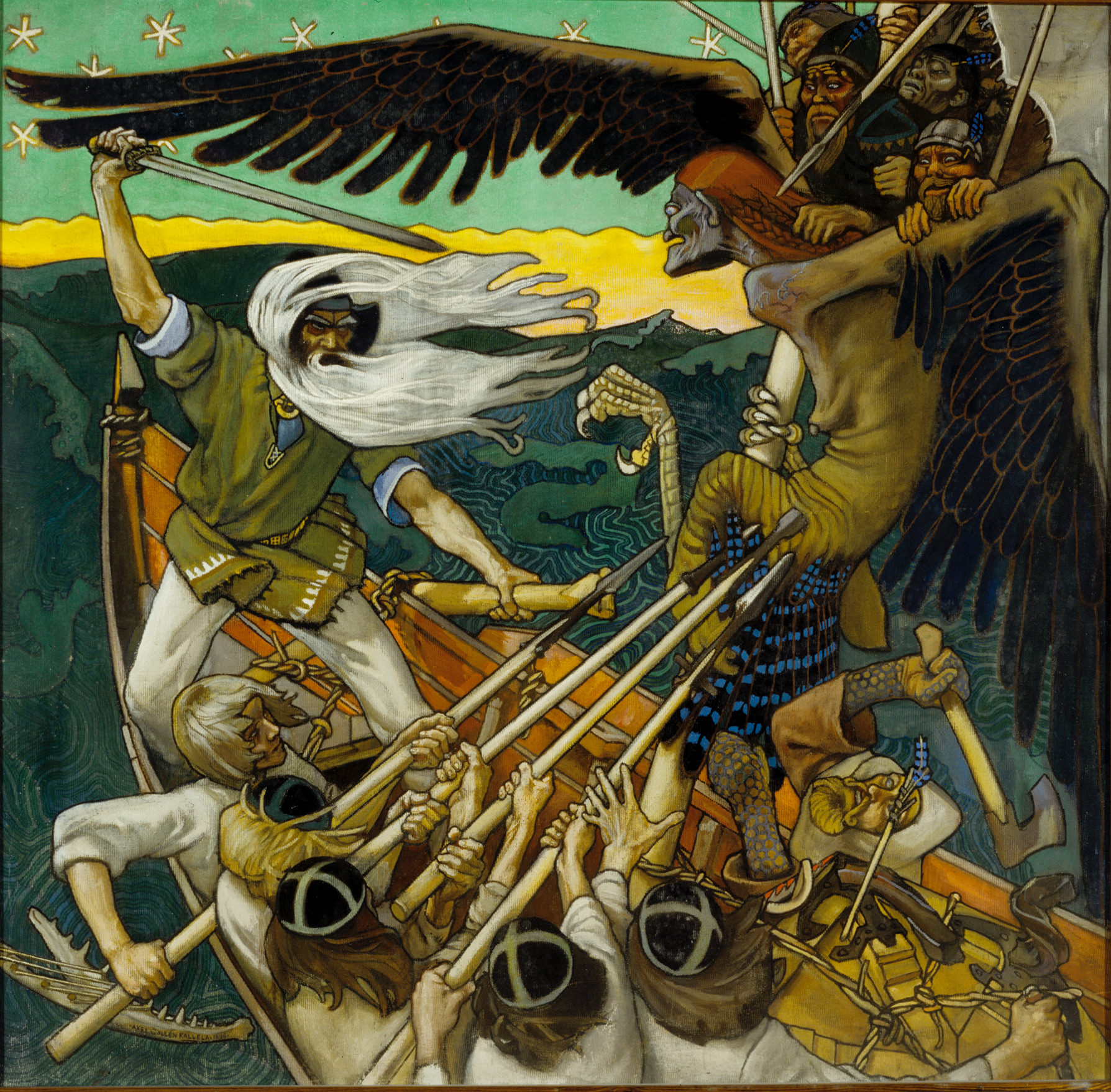
Иллюстрация Галлен-Каллелы к «Калевале» (1896)

Когда в 1855 году к власти пришёл император Александр II, притеснение финноманов начало постепенно сходить на нет. Уже тогда И. С. Ирьё-Коскинен на страницах газеты «Суометар» настаивал на создании высших учебных заведений с преподаванием на финском. В 1858 в городе Ювяскюля была основана первая финская гимназия, которую возглавил Вольмар Шильдт, а Гельсингфорский университет получил разрешение использовать финский язык на академических диспутах.
Во время визита императора в Финляндию в 1863 году Снелльман внёс предложение, чтобы тот одобрил придание официального статуса финскому языку в качестве награды финскому народу за его лояльность. Александр II поддержал инициативу Снелльмана, и в том же году был принят «языковой манифест», который предписывал постепенно в течение двадцати лет вводить финский язык в официальное делопроизводство.
1860-е годы в противовес движению финноманов возникло движение шведоманов, основу которого составили представители шведской дворянско-чиновничьей интеллигенции, которым финская национальная идея была чужда и более того, они видели в ней угрозу для традиционного статуса шведского языка и шведской культуры в Финляндии.

### Усиление чувства национального самосознания
Со второй половины XIX века финское движение из национально-культурного начинает перерастать в национально-освободительное. Открыто появляются призывы к созданию национального финского государства; впервые зарождается идея Великой Финляндии. Большое значение для финского национального искусства того времени имел карелианизм, зародившийся ещё под влиянием публикации Калевалы.

### Усиление роли финского языка в образовании
В 1870-е годы вопрос об образовании на финском языке вызвал ожесточённые споры в сейме. К тому времени уже были открыты финские гимназии в городах Ювяскюля, Куопио, Йоэнсуу и Хямеенлинна. Однако фенноманы во главе с Юрьё-Коскиненом и Агафоном Меурманом, поддерживаемые финским крестьянством и духовенством, настаивали на увеличении числа финских школ, повышении качества образования в них, а также на обязательном обучении шведоязычных школьников финскому языку; однако им препятствовали прошведские силы. Первоначально правительство не поддержало требования фенноманов. Поэтому стало расти число частных финноязычных школ. Однако в 1882 году, после перехода Юрьё-Коскинена в Сенат, государство взяло финансирование этих школ на себя.

### Окончательное укрепление положения финского языка

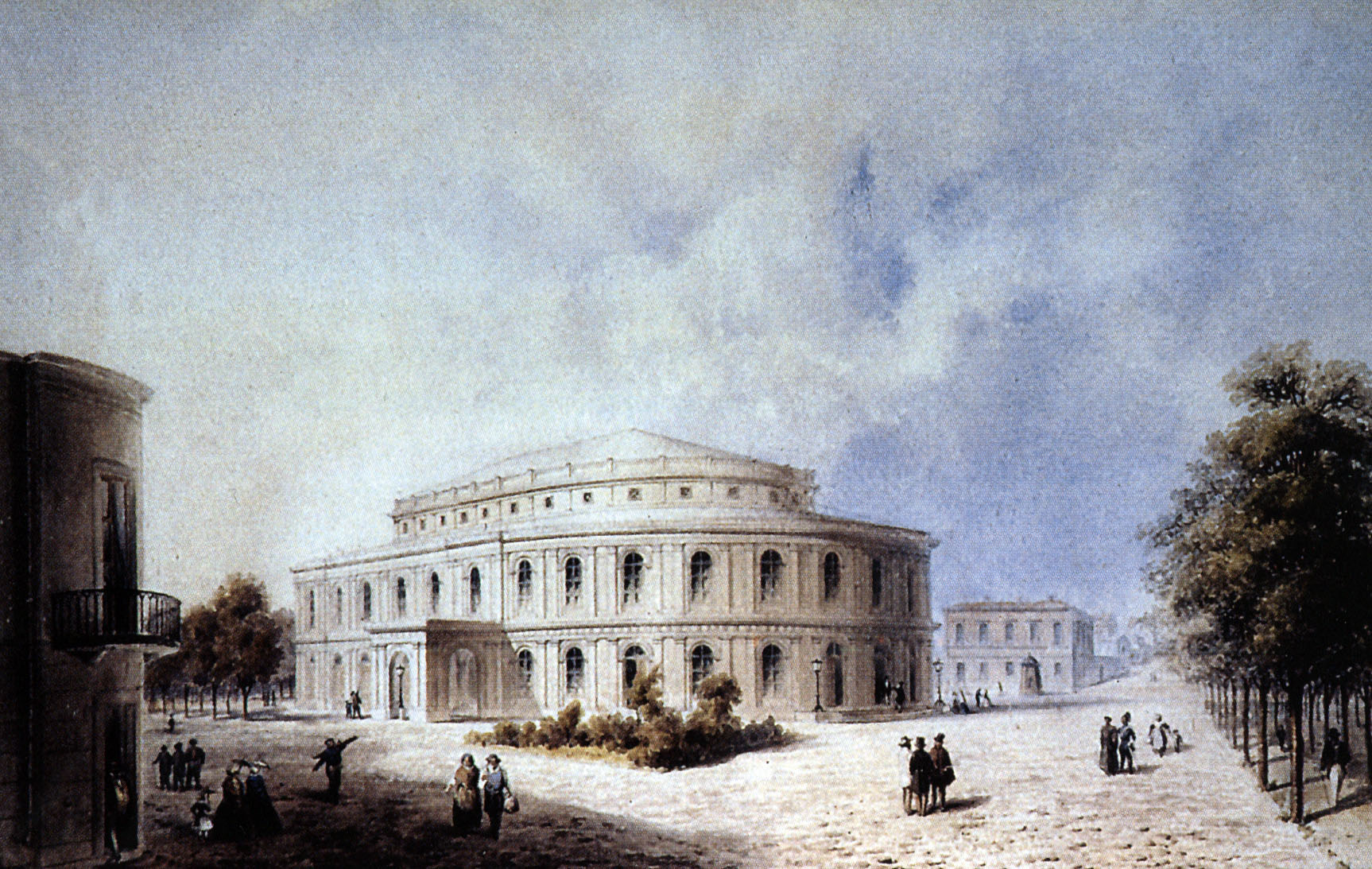
Шведский театр Гельсингфорса, где в ноябре 1899 года Сибелиус дирижировал премьерой симфонической поэмы «Финляндия».

В целом, в течение XIX века финский язык существенно потеснил либо вовсе вытеснил шведский во всех сферах общественной жизни. Окончательно формируется литературный финский язык, и финские писатели и поэты, начиная с Алексиса Киви, пишут свои произведения уже не на шведском, а на финском; развивается национальный финский театр. Финский также стал рабочим языком Национального банка и других крупных организаций.
Согласно новому манифесту о языке от 1900 года, финский язык был полностью уравнен в правах со шведским и русским, в результате его роль в управлении ещё более возросла.